# Лудвиг Вилхелм, маркграф на Баден-Баден
Лудвиг Вилхелм фон Баден-Баден (на немски: Ludwig Wilhelm von Baden-Baden, „der Türkenlouis“), наричан „Турския Луи“, е маркграф на Баден-Баден (1677 – 1707) и главен военен командир в имперската армия.

## Живот
Той е син на наследствения принц Фердинанд Максимилиан (1625 – 1669) и Луиза Христина (1627 – 1689), леля на прочутия Евгений Савойски. Неговият кръстник е Луи XIV, кралят на Франция.
Лудвиг е наричан щитът на империята заради заслугите си в борбата срещу турците и французите. Турците го наричали червения крал заради червената униформа която носел по време на битка. Той не е победен в 57 битки, между тях:
- 1683: Втората обсада на Виена от османите
- 1689: Битка при Ниса[1]
- 1689: Битка при Видин
- 1690: Обсада на Белград

- Лудвиг Вилхелм, маркграф на Баден-Баден, 1705
- Гробът на Лудвиг Вилхелм в Баден-Баден

Между 1697 – 1707 г. той строи дворец Ращат.

## Фамилия
На 27 март 1690 г. маркграфът се жени за по-младата с 20 години принцеса Франциска Сибила Августа (1675 – 1733), принцеса от Саксония-Лауенбург. Те имат децата:
- Леополд Вилхелм (1695 – 1696)
- Шарлота (1696 – 1700)
- Карл Йозеф (1697 – 1703)
- Вилхелмина (1700 – 1702)
- Луиза (1701 – 1707)
- Лудвиг Георг Симперт (1702 – 1761), маркграф на Баден-Баден
- Вилхелм Георг Симперт (1703 – 1709)
- Августа Мария Йохана (1704 – 1726), ∞ 13 юли 1724 Луи I дьо Бурбон, херцог на Орлеан (1703 – 1752)
- Август Георг Симперт (1706 – 1771), маркграф на Баден-Баден